# Entamoeba gingivalis
Entamoeba gingivalis es una ameba de la cual solamente se conoce la etapa de trofozoito, se ignora si posee cualidades para enquistarse. Esta ameba se encuentra frecuentemente en la boca humana, desarrollándose en los tejidos de las encías, alrededor de los dientes (en ocasiones invade las amígdalas). No es considerado un organismo patógeno ya que más bien vive como comensal alimentándose de las células en descamación del borde de las encías. Puesto que no utiliza la forma de quiste, la transmisión del parásito se efectúa por medio de la saliva de un individuo infectado en contacto estrecho con la de otro sano.
Se encuentra en la boca en el interior de la bolsa gingival y en biopelículas cerca de la base de los dientes. Entamoeba gingivalis se encontró en el 95% de las personas con enfermedad de las encías, y rara vez en personas con encías sanas. La formación de quistes no está presente, por lo tanto, la transmisión es directa de una persona a otra por besarse, compartir utensilios para comer o de higiene dental.
Entamoeba gingivalis tiene seudópodos que le permiten moverse rápidamente y fagocitar el núcleo de los leucocitos polinucleares por exonucleofagia en la enfermedad periodontal. Su núcleo esferoide es de 2 a 4 µm de diámetro y contiene un pequeño endosoma central. Hay numerosas vacuolas alimentarias, que consiste principalmente de los núcleos de los leucocitos fagocitados, células sanguíneas y bacterias.

## Estructura
- El trofozoito de la E. gingivalis mide de 20 a 150 µm.
- Para su locomoción utiliza seudópodos largos, delgados y digitiformes.